# Christian Gómez Ledesma
Christian Adrián Gómez Ledesma (Basavilbaso, Argentina, 29 de octubre de 1975) es un exfutbolista argentino nacionalizado ecuatoriano, se desempeñaba como delantero y fue internacional con la selección de fútbol de Ecuador. 
Luego de dirigir la Reserva de Liga Deportiva Universitaria de Quito, fue Asistente técnico AT de la selección de fútbol sub-20 de Ecuador, AT en el Barcelona Sporting Club, en Club Deportivo Garcilaso de Perú, en C. D. Universidad Católica y actualmente se desempeña como AT de Club Sport Emelec.  

## Selección nacional
Ha sido internacional con la selección de fútbol de Ecuador en 2 ocasiones. Su debut fue el 4 de junio de 2005 contra Argentina en Quito en un partido de eliminatorias rumbo a la Copa Mundial de Fútbol de 2006.

## Clubes como jugador
| Club                       | País      | Año       |
| -------------------------- | --------- | --------- |
| C. A. San Miguel           | Argentina | 1997-1998 |
| C. D. Olmedo               | Ecuador   | 1999-2000 |
| C. S. Emelec               | Ecuador   | 2001      |
| C. Blooming                | Bolivia   | 2002      |
| C. D. Universidad Católica | Ecuador   | 2002-2003 |
| C. D. Olmedo               | Ecuador   | 2004-2005 |
| C. D. Cuenca               | Ecuador   | 2006-2007 |
| C. D. Universidad Católica | Ecuador   | 2008      |
| Manta F. C.                | Ecuador   | 2008      |
| C. D. Olmedo               | Ecuador   | 2009      |
| Manta F. C.                | Ecuador   | 2010      |
| C. D. Olmedo               | Ecuador   | 2011      |
| C. Técnico Universitario   | Ecuador   | 2012      |
| C. S. D. Macará            | Ecuador   | 2013      |

## Clubes como entrenador
| Club                                            | País    | Año       |
| ----------------------------------------------- | ------- | --------- |
| C. S. D. Macará (Interino)                      | Ecuador | 2013      |
| C. S. D. Macará (Asistente técnico)             | Ecuador | 2013-2014 |
| C. S. D. Macará                                 | Ecuador | 2015      |
| Delfín S. C. (Asistente técnico)                | Ecuador | 2016      |
| Liga Deportiva Universitaria de Quito (Reserva) | Ecuador | 2018-2020 |
| Barcelona S. C. (Asistente técnico)             | Ecuador | 2022      |
| C. D. Garcilaso (Asistente técnico)             | Perú    | 2023      |
| C. D. Universidad Católica (Asistente técnico)  | Ecuador | 2024      |
| C.S Emelec (Asistente técnico)                  | Ecuador | 2025-     |

## Títulos como jugador
| Título  | Club     | País    | Año  |
| ------- | -------- | ------- | ---- |
| Serie A | Olmedo   | Ecuador | 2000 |
| Serie A | Emelec   | Ecuador | 2001 |
| Serie B | Manta FC | Ecuador | 2008 |